# Le Mans Series 2009
Le Mans Series 2009 kördes över fem omgångar.

## Delsegrare

### LMP1
| Bana        | Vinnare                                          | Märke             |
| ----------- | ------------------------------------------------ | ----------------- |
| Barcelona   | Jan Charouz Tomáš Enge Stefan Mücke              | Lola-Aston Martin |
| Spa         | Nicolas Minassian Christian Klien Simon Pagenaud | Peugeot           |
| Portimão    | Jean-Christophe Boullion Christophe Tinseau      | Pescarolo-Judd    |
| Nürburgring | Jan Charouz Tomáš Enge Stefan Mücke              | Lola-Aston Martin |
| Silverstone | Olivier Panis Nicolas Lapierre                   | Oreca-AIM         |

### LMP2
| Bana        | Vinnare                                          | Märke         |
| ----------- | ------------------------------------------------ | ------------- |
| Barcelona   | Matteo Bobbi Andrea Piccini Thomas Biagi         | Lola-Judd     |
| Spa         | Casper Elgaard Kristian Poulsen Emmanuel Collard | Porsche       |
| Portimão    | Miguel Amaral Olivier Pla                        | Ginetta-Zytek |
| Nürburgring | Miguel Amaral Olivier Pla                        | Ginetta-Zytek |
| Silverstone | Benjamin Leuenberger Xavier Pompidou Jonny Kane  | Lola-Judd     |

### GT1
| Bana        | Vinnare                                        | Märke        |
| ----------- | ---------------------------------------------- | ------------ |
| Barcelona   | Peter Kox Roman Rusinov                        | Lamborghini  |
| Spa         | Luc Alphand Patrice Goueslard Yann Clairay     | Chevrolet    |
| Portimão    | Yann Clairay Patrice Goueslard Julien Jousse   | Chevrolet    |
| Nürburgring | Roland Berville Sébastien Dumez Laurent Groppi | Saleen       |
| Silverstone | Ryan Sharp Peter Kox                           | Aston Martin |

### GT2
| Bana        | Vinnare                               | Märke   |
| ----------- | ------------------------------------- | ------- |
| Barcelona   | Marc Lieb Richard Lietz               | Porsche |
| Spa         | Jaime Melo Antonio García Leo Mansell | Ferrari |
| Portimão    | Rob Bell Gianmaria Bruni              | Ferrari |
| Nürburgring | Marc Lieb Richard Lietz               | Porsche |
| Silverstone | Rob Bell Gianmaria Bruni              | Ferrari |

## Slutställning
| Klass | Förare                              | Team                   | Bil                      | Motor        | Poäng |
| ----- | ----------------------------------- | ---------------------- | ------------------------ | ------------ | ----- |
| LMP1  | Jan Charouz Tomáš Enge Stefan Mücke | Aston Martin Racing    | Lola-Aston Martin B09/60 | Aston Martin | 39    |
| LMP2  | Miguel Amaral Olivier Pla           | Quifel-ASM Team        | Ginetta-Zytek GZ09S/2    | Zytek        | 33    |
| GT1   | Patrice Goueslard Yann Clairay      | Luc Alphand Aventures  | Chevrolet Corvette C6.R  | Chevrolet    | 44    |
| GT2   | Marc Lieb Richard Lietz             | Team Felbermayr-Proton | Porsche 997 GT3-RSR      | Porsche      | 36    |